# Muzeum Regionalne „Stara Zagroda” w Ustroniu
Muzeum Regionalne "Stara Zagroda" w Ustroniu – prywatne muzeum mieszczące się w Ustroniu. Placówka działa w drewnianych zabudowaniach, położonych niedaleko ustrońskiego rynku, do których budowy wykorzystano elementy chałupy, usytuowanej w tym miejscu od 1768 roku (rekonstrukcja in situ). Obiekt jest wpisany do rejestru zabytków województwa śląskiego pod nr A-381/80.
Zabudowania są od 1982 roku własnością Bronisława Palarczyka, który w grudniu 1998 roku uruchomił prywatne muzeum. Placówka posiada zbiory etnograficzne, obrazujące kulturę i życie codzienne dawnych mieszkańców Śląska Cieszyńskiego. Organizuje również wystawy czasowe.
Muzeum jest obiektem sezonowym, czynnym podczas wakacji oraz ferii zimowych.